# Deltaspis alutacea
Deltaspis alutacea là một loài bọ cánh cứng trong họ Cerambycidae.